# دوربین سریع
دوربین سریع  یا رگه رگه یا خط خط کننده (به انگلیسی: Streak camera) ابزاری برای اندازه‌گیری تغییرات شدت پالس نوری بر حسب زمان می‌باشد. این دوربینها برای اندازه‌گیری طول پالس لیزرهای فوق سریع به کار می‌روند.
Streak camera  نمایه   زمانی نور ( temporal profile) را به نمایه فضایی(spatial profile) بر روی آشکار ساز تبدیل می‌کند، با انحراف وابسته به زمان تور بر روی صفحه آشکارساز.
پالس نور از طریق یک شکاف باریک در یک جهت وارد دستگاه می‌شود . سپس نور در جهت عمودی منحرف می‌شود، به طوریکه فوتونی که اول می‌رسد در مقایسه با فوتونی که بعداً می‌رسد در جای متفاوتی به آشکارساز برخورد می‌کند. تصویر نهایی رگه‌هایی از نور را تشکیل می‌دهد، از روی این رگه‌ها یا خطها می‌توان به طول پالس و سایر خواص زمانی پالس پی برد.
Optoelectronic streak cameras با هدایت نور یه داخل یک فوتوکاتد فوتو کاتد کار می‌کند، که وقتی فوتونها به آن برخورد می‌کنند به وسیلهٔ اثر فوتو الکتریک اثر فوتوالکتریک تولید الکترون می‌کنند. الکترونها داخل لوله کاتد لامپ پرتو کاتدی شتاب داده می‌شوند و از یک میدان الکتریکی عبور می‌کنند که به وسیلهٔ یک جفت صفحه ایجاد شده‌است و الکترونها را به کنار منحرف می‌کند. با تغییر پتانسیل الکتریکی بین صفحات، میدان الکتریکی به‌طور سریع تغییر می‌کند تا الکترونها را به‌طور وابسته به زمان منحرف کند و در انتهای لوله الکترونها را بر روی یک صفحه فسفری جاروب می‌کند.
یک دوربین دستگاه جفت‌کننده بار (CCD)برای اندازه‌گیری الگوی خط خطی بر روی صفحه و بنابراین نمایه زمانی پالس نور استفاده می‌شود.

## References
1. ↑  "Hamamatsu: Interactive Java Tutorials - Streak Camera". Archived from the original on 10 March 2010. Retrieved 2006-10-15.